# Verea Viteazul
Verea Viteazul est une figure du folklore roumain. Incarnation du héros puissant et courageux, il est le frère aîné d'Ileana Cosânzeana.

## Rôle dans les contes populaires
Verea Viteazul apparaît comme le personnage principal du conte de fées roumain Chiperi Viteazul lumii, Verea Viteazul şi Mucha-far-de-moarte (publié pour la première fois en 1901) par Alexandru Vasiliu, dans le conte folklorique moldave Verea Viteazul (publié dans la collection scientifique Genuri şi specii folkloristice, de Chisinau Stiinta, en 1972), et dans le conte Fat-Frumos şi Verea Viteazul, publié pour la première fois en 1973 dans une compilation de Grigore Botezatu. Chaque récit se fonde sur d'anciennes traditions et légendes folkloriques roumaines.

## Passage de l'ensorcellement
L'ensemble des contes mettant en scène Verea Viteazul, malgré quelques variantes, décrit un passage avec une sorcière et qui s'articule de la manière suivante : 

### La vieille femme de l'arbre
Après avoir abattu trois pigeons lors d'une chasse, Verea Viteazul se repose sous un arbre immense avec son cheval et ses chiens et allume un feu pour faire cuire les pigeons. Il entend alors de l'arbre la voix d'une vieille femme qui se plaint d'avoir froid. Verea Viteazul l'invite à descendre près du feu pour se réchauffer. La vieille femme lui donne trois cheveux et lui dit de les jeter sur son cheval et ses chiens. Après avoir jeté les cheveux, elle descend pieds nus au feu avec des grenouilles empalées sur une broche et s'efforce de toucher ses pigeons. Verea Viteazul exige qu'elle ne gâche pas sa nourriture, mais la vieille femme répond que ceux qui font cuire des pigeons doivent manger des grenouilles et que ceux qui font cuire des grenouilles doivent manger des pigeons.

### Scène de sorcellerie
Verea Viteazul repousse la vieille femme loin du feu. Puis les cheveux se transforment en chaînes et retiennent son cheval et ses chiens, et la vieille femme grandit devant lui comme un monstre et, menaçant de l'étrangler, lui dit de ne pas bouger. En guise de punition, la sorcière lui ouvre le ventre, en retire les intestins, le cœur et les reins, et lui bourre le ventre de la crottin de cheval ou de bois pourri.

### La malédiction
La vieille sorcière emmène les viscères de Verea Viteazul chez elle au sommet d'un arbre, guérit son ventre béant avec de l'eau magique, et avant de le libérer, le prévient que s'il raconte à quelqu'un sa douloureuse mésaventure, il mourra sur le champ. Verea Viteazul retourne dans son palais.

## Interprétations
Dans son ouvrage Die rumänische Mädchen-Spinnstube und ihre Parallelen im Zaubermärchen, l'explorateur allemand Hans Fink établit une analogie entre la vieille sorcière sur l'arbre et le célèbre personnage folklorique allemand Berchta ou Frau Bercht. À son tour, la chercheuse roumano-espagnole Angela Castineira Ionescu voit, dans ce récit, du fétichisme sexuel pervers, qu'elle explique dans son ouvrage Contribución al conocimiento de la estructura de los cuentos tradicionales románticos: el héroe en el cuento popular rumano.